# Dongfeng KL
Dongfeng KL (Dongfeng Denon) — семейство крупнотоннажных грузовых автомобилей производства Dongfeng, серийно выпускаемых с 2006 года. Общий объём продаж этих крупнотоннажников превысил 500 000 единиц.
Грузовики выпускаются в различной комплектации, кабины расположены над двигателем и подразделены на следующие типы: S — низкая кабина с одним спальным местом и H — высокая кабина с двумя спальными местами. Кабина была разработана на основе кабины модели Nissan Diesel Quon.
Автомобили Dongfeng KL комплектуются дизельными двигателями Dongfeng объёмом от 6 до 11 литров мощностью 210—420 л. с. (Евро-2—Евро-5).

## Модификации
- DongFeng DFL4251A8 — седельный тягач с колёсной формулой 6*4.
- DongFeng DFL4181A8 — седельный тягач с колёсной формулой 4*2 и двигателем Dongfeng DDi11S385-40 мощностью 385 л. с.